# Puycapel
Puycapel es una comuna francesa situada en el departamento de Cantal, de la región Auvernia-Ródano-Alpes.

## Geografía
Está ubicada a 20 km al sur de Aurillac.

## Historia
La comuna nueva fue creada el 1 de enero de 2019, con la unión de las comunas de Calvinet y Mourjou, pasando a estar el ayuntamiento en la antigua comuna de Calvinet.